# Microsoft Image Composite Editor
Microsoft Image Composite Editor (Microsoft ICE) is digitale beeldbewerkingssoftware bedoeld om panoramafoto's samen te stellen op basis van foto's die elkaar deels overlappen. Na het maken van de afbeelding is het mogelijk om de panoramafoto bij te snijden, de kwaliteit en het formaat te veranderen en de foto te publiceren op het internet. Ook biedt Microsoft ICE de mogelijkheid het perspectief van de foto te veranderen. In versie 1.4.4 werd de mogelijkheid toegevoegd om op basis van een videofragment een panoramafoto te maken.